# Бендзинське гето
Бендзинське гето — єврейське гето в Бендзині (Польща), створене нацистами в період окупації польської території під час Другої світової війни.

## Історія
До війни Бендзин був типовим єврейським містечком. Згідно з даними перепису від 1921 року, в ньому проживало 17 298 євреїв, що становило 62,1 % усього населення. До 1938 року чисельність населення міста становила 22 500 осіб.
Гетто було створено в травні 1942 року. Тут перебувало понад 20 000 євреїв з Бендзина і 10 000 євреїв, переселених з інших місць. Більшість з них були вимушені працювати на німецьких військових заводах до депортації в концтабір смерті Аушвіц, де були вбиті. Остання велика депортація ув'язнених гето в період з 1 по 3 серпня 1943 року супроводжувалася повстанням членів місцевої єврейської бойової організації. Під час повстання загинула відома партизанка Фрумка Плотницька. Всього в Бендзинському гето загинуло близько 28 000 євреїв.
Німецький менеджер конфіскованої у євреїв текстильної фабрики в Бендзині Альфред Росснер видавав євреям довідки про роботу на фабриці, щоб врятувати їх від депортації в табори смерті, і неодноразово попереджав про майбутні акції знищення. Гестапо заарештувало і стратило Росснера в 1944 році.
Також за порятунок євреїв із Бендзинського гето був визнаний праведником народів світу католицький парафіяльний священник Мечислав Завадський.
Після Другої світової війни відомості про євреїв в Бендзині відсутні. Одна з площ міста Бендзин, де раніше знаходилася синагога, названа на честь повстанців гето. У 2005 році на площі також було відкрито обеліск в пам'ять про євреїв, страчених нацистами в ніч з 8 на 9 вересня 1939 року.